# Рахіл Маммадов
Рахіл Сарвар огли Маммадов (азерб. Rahil Sərvər oğlu Məmmədov, нар. 24 листопада 1995, Баку, Азербайджан) — азербайджанський футболіст, центральний захисник клубу «Араз-Нахчиван» та національної збірної Азербайджану.

## Клубна кар'єра
Рахіл Маммадов є вихованцем столичного клубу «Нефтчі». Його дебют на професійному рівні відбувся 1 квітня 2015 року. Влітку 2016 року захисник брав участь у матчах кваліфікації Ліги Європи. Та 2017 рік футболіст пропустив через відновлення після операції на плечах.
В середині сезону 2017/18 Маммадов приєднався до клубу «Сабаїл». А по завершенні сезону влітку 2018 року підписав контракт з «Карабахом».
25 липня 2025 року Мамедов підписав однорічний контракт з «Араз-Нахчиван».

## Збірна
З 2015 по 2016 роки Рахіл Маммадов грав за молоджіну збірну Азербайджану. У 2017 році у складі збірної (U-23) брав участь в Іграх ісламської солідарності, що проходили в Баку.
27 березня 2018 року у товариському матчі проти команди Північної Македонії Рахіл Маммадов дебютував у складі національної збірної Азербайджану.

## Досягнення
Карабах
 Чемпіон Азербайджану (3): 2018/19, 2019/20, 2022/23
Нефтчі
- Фіналіст Кубку Азербайджану: 2015/16

Азербайджан
- Переможець Ісламських ігор солідарності: 2017